# 종이달
《종이달》(일본어: 紙の月)은 카쿠타 미츠요가 쓴 일본의 서스펜스 소설이다.

## 개요
〈시즈오카 신문〉에서 2007년 9월부터 2008년 4월까지 연재되었으며, 〈카호쿠 신보〉, 〈하코다테 신문〉, 〈오이타 합동 신문〉 등 지방지에 순차적으로 연재되었다.
2012년, 제25회 시바타 렌자부로상을 수상하였다.

## 텔레비전 드라마
2014년 1월 7일부터 2월 4일까지 전 5회로 NHK에서 방송되었다. 주연은 하라다 토모요.

### 캐스트
- 우메자와 리카 - 하라다 토모요 (고교 시절:마에다 노조미)
- 히라바야시 코타 - 미츠시마 신노스케
- 오카자키 유코 - 미즈노 마키 (고교 시절:사가라 이츠키)
- 나카죠 아키 - 니시다 나오미 (고교 시절:후지이 타케미)

### 스태프
- 원작 - 카쿠타 미츠요
- 각본 - 시노자키 에리코
- 음악 - 스미토모 노리히토
- 연출 - 마유즈미 린타로, 잇시키 타카시
- 주제가 - 마이아 히라사와 〈자장가〉 (빅터 엔터테인먼트)
- 제작 - NHK 엔터프라이즈
- 제작 저작 - NHK, Shin 기획

### 방송 일자
| 각 화                                                      | 방송일         | 부제             | 연출            |
| ---------------------------------------------------------- | -------------- | ---------------- | --------------- |
| 제1회                                                      | 2014년 1월 7일 | 이름 없는 돈     | 마유즈미 린타로 |
| 제2회                                                      | 1월 14일       | 채워진 갈증      | 마유즈미 린타로 |
| 제3회                                                      | 1월 21일       | 맑은 죄          | 마유즈미 린타로 |
| 제4회                                                      | 1월 28일       | 낙원의 끝        | 잇시키 타카시   |
| 최종회                                                     | 2월 4일        | 누구를 위한 사랑 | 잇시키 타카시   |
| 평균 시청률 6.8% (시청률은 칸토 지구·비디오 리서치사 조사) |                |                  |                 |

| NHK 드라마 10                              | NHK 드라마 10                 | NHK 드라마 10                               |
| 이전 작품                                  | 작품명                        | 다음 작품                                   |
| ------------------------------------------ | ----------------------------- | ------------------------------------------- |
| 한밤중의 베이커리 (2013.11.5 ~ 2013.12.24) | 종이 달 (2014.1.7 ~ 2014.2.4) | 언젠가 태양이 비추는 곳에 스페셜 (2014.4.1) |

## 영화
2014년, 공개되었다. 감독은 요시다 다이하치. 주연은 미야자와 리에.

### 캐스트
- 우메자와 리카 - 미야자와 리에 (중학생 시절:타이라 유나)
- 히라바야시 코타 - 이케마츠 소스케
- 아이카와 케이코 - 오오시마 유코
- 우메자와 마사후미 - 타나베 세이치
- 이노우에 유지 - 콘도 요시마사
- 히라바야시 코조 - 이시바시 렌지
- 스미 유리코 - 코바야시 사토미
- 이세 시마
- 사사키 카즈히코
- 미쓰코 오사나이 - 텐코 마유미
- 나카하라 히토미

### 스태프
- 원작 - 카쿠타 미츠요
- 감독 - 요시다 다이하치
- 각본 - 하야후네 카에코
- 제작 프로덕션 - ROBOT
- 배급 - 쇼치쿠